# Kleingeist
Ein Kleingeist ist eine Person mit eingeschränkter Geisteskraft beziehungsweise mit reduzierten kognitiven Fähigkeiten.
Der Begriff ist in der deutschen Sprache bereits im 18. und 19. Jahrhundert belegt und wird häufig rhetorisch eingesetzt, um den Gegensatz zu einem Gelehrten oder einem Wissenschaftler zu beschreiben.
Kleingeister zeichnen sich durch eine einseitige und/oder beschränkte Sicht auf die Welt und die Menschen aus. Sie haben bildlich gesprochen einen begrenzten Horizont und neigen dazu, komplexe Sachverhalte durch Polarisierung zu vereinfachen. In der Politik bezeichnet Kleingeistigkeit eine egozentrische Denkweise, die übergeordnete Zusammenhänge nicht im Blick hat. Sie kann mit Kleinbürgerlichkeit oder einer spießbürgerlichen Mentalität in Verbindung gebracht werden.